# Loosen' Control
Loosen' Control è un singolo del rapper statunitense Snoop Dogg, interpretato insieme a Butch Cassidy e pubblicato nel 2001 come estratto dall'album Tha Last Meal.

## Tracce
1. Loosen' Control (Clean) (Featuring Butch Cassidy) – 4:09
2. Loosen' Control (Instrumental) – 4:14
3. Loosen' Control (Call Out Hook) – 0:10